# پاتریسیا مامونا
پاتریسیا مامونا (پرتغالی: Patrícia Mamona؛ زادهٔ ۲۱ نوامبر ۱۹۸۸) ورزشکار پرش سه‌گام اهل پرتغال است.
وی در مسابقات کشوری و بین‌المللی در مجموع برندهٔ ۳ مدال طلا، ۲ مدال نقره، ۲ مدال برنز شده‌است.